# Terreneuvium
| ❮ | System          | Serie        | Stufe        | ≈ Alter (mya) |
| ❮ | später          | später       | später       | jünger        |
| - | --------------- | ------------ | ------------ | ------------- |
| ❮ | K a m b r i u m | Furongium    | 10. Stufe    | 485,4 ⬍ 489,5 |
| ❮ | K a m b r i u m | Furongium    | Jiangshanium | 489,5 ⬍ 494   |
| ❮ | K a m b r i u m | Furongium    | Paibium      | 494 ⬍ 497     |
| ❮ | K a m b r i u m | Miaolingium  | Guzhangium   | 497 ⬍ 500,5   |
| ❮ | K a m b r i u m | Miaolingium  | Drumium      | 500,5 ⬍ 504,5 |
| ❮ | K a m b r i u m | Miaolingium  | Wuliuum      | 504,5 ⬍ 509   |
| ❮ | K a m b r i u m | 2. Serie     | 4. Stufe     | 509 ⬍ 514     |
| ❮ | K a m b r i u m | 2. Serie     | 3. Stufe     | 514 ⬍ 521     |
| ❮ | K a m b r i u m | Terreneuvium | 2. Stufe     | 521 ⬍ 529     |
| ❮ | K a m b r i u m | Terreneuvium | Fortunium    | 529 ⬍ 541     |
| ❮ | früher          | früher       | früher       | älter         |

Das Terreneuvium ist die untere chronostratigraphische Serie des Kambriums in der Erdgeschichte. Die Serie wird etwa in den Zeitraum von etwa 541 bis etwa 521 Millionen Jahren datiert. Das Terreneuvium wird von einer noch unbenannten Serie (2. Serie) des Kambriums überlagert. Das Terreneuvium folgt auf das Ediacarium-System (bzw. Periode) der neoproterozoischen Ära (Präkambrium).

## Namensgebung und Geschichte
Die Serie wurde 2007 offiziell nach dem französischen Namen Neufundlands (Terre-Neuve) benannt. Sie ist Teil des viergliedrigen Konzeptes des Kambriums, das 1998 nach der Neudefinition der Untergrenze des Systems (siehe unten) vorgeschlagen wurde. Das Terreneuvium umfasst einen Zeitraum bzw. einen Teil der geologischen Überlieferung vor dem Aufkommen der Trilobiten im Fossilbericht. Es wurde deshalb traditionell dem obersten Präkambrium zugerechnet.

## Definition und GSSP

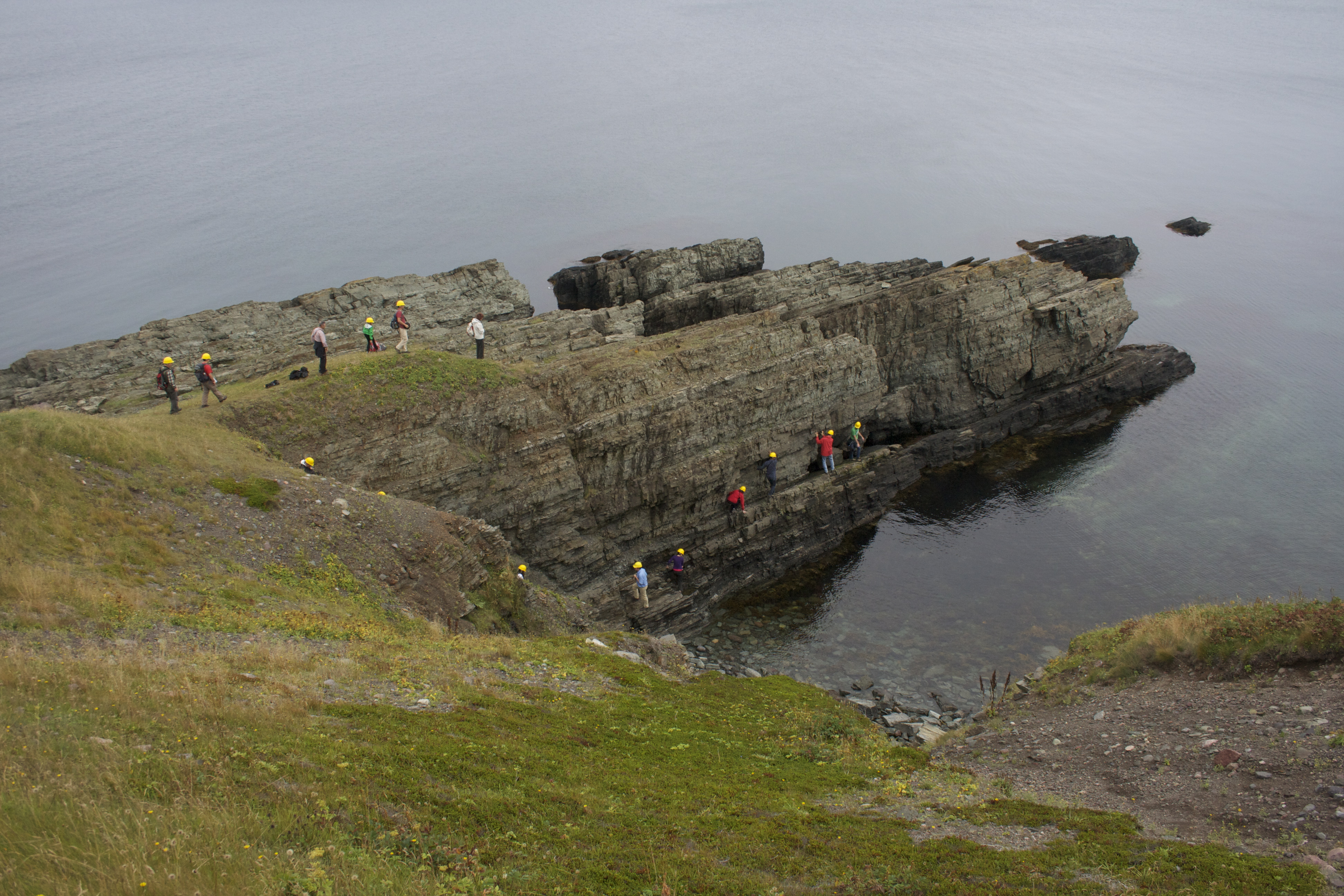
Global Boundary Stratotype Section and Point (GSSP) des Kambrium, Terreneuvium und Fortunium im Fortune Head Ecological Reserve, Newfoundland, Kanada

Der Beginn des Terreneuviums, des Fortuniums, des Kambriums und damit des Paläozoikums und des Phanerozoikums wird durch das Erstauftreten des Spurenfossils Treptichnus (Phycodes) pedum definiert. Außerdem liegt die Grenze sehr nahe an einer negativen Kohlenstoff-Isotopen-Anomalie. Die Obergrenze (oder vielmehr die Basis der 2. Serie des Kambriums) ist noch nicht formell festgelegt worden, wird sich jedoch wahrscheinlich am Erstauftreten der Trilobiten orientieren. Als GSSP der Terreneuvium-Serie (und der Fortunium-Stufe) dient ein Aufschluss der Chapel-Island-Formation am Steilküstenvorsprung Fortune Head auf der Burin-Halbinsel im Südosten der kanadischen Insel Neufundland. Er wurde bereits 1992 als Referenz für die Basis des Kambriums bestimmt, 15 Jahre vor der offiziellen Einführung des Namens „Terreneuvium“.

## Untergliederung
Das Terreneuvium wird in zwei chronostratigraphische Stufen unterteilt; die obere Stufe ist noch nicht formal benannt worden.
- System: Kambrium (541–485.4 mya)
  - Serie: Furongium (497–485.4 mya)
  - Serie: Miaolingium (509–497 mya)
  - Serie: Kambrium 2. Serie (521–509 mya)
  - Serie: Terreneuvium (541–521 mya)
    - Stufe: Kambrium 2. Stufe (529–521 mya)
    - Stufe: Fortunium (541–529 mya)

### Allgemein
- Martin Brasier, John Cowie und Michael Taylor: Decision on the Precambrian-Cambrian boundary stratotype. Episodes. Bd. 7, Nr. 1/2, 1994, S. 95-100, PDF.
- Shanchi Peng, Loren E. Babcock, Roger A. Cooper: The Cambrian Period. S. 437–488 in: Felix M. Gradstein, James G. Ogg, Mark Schmitz, Gabi Ogg: The Geologic Time Scale 2012. Volume 2. Elsevier 2012, ISBN 978-0-444-59434-1.

### Zur geologischen Überlieferung des Furongiums im deutschsprachigen Raum
- Deutsche Stratigraphische Kommission, Manfred Menning (Hrsg.): Stratigraphische Tabelle von Deutschland 2002. Potsdam 2002, ISBN 3-00-010197-7 (1 Blatt, Stratigraphie.de [PDF; 6,6 MB]).
- Kommission für die paläontologische und stratigraphische Erforschung Österreichs der Österreichischen Akademie der Wissenschaften (Hrsg.): Die Stratigraphische Tabelle von Österreich 2004 (sedimentäre Schichtfolgen). Wien 2004 (1 Blatt, uni-graz.at [PDF; 376 KB])